# 粒子線治療

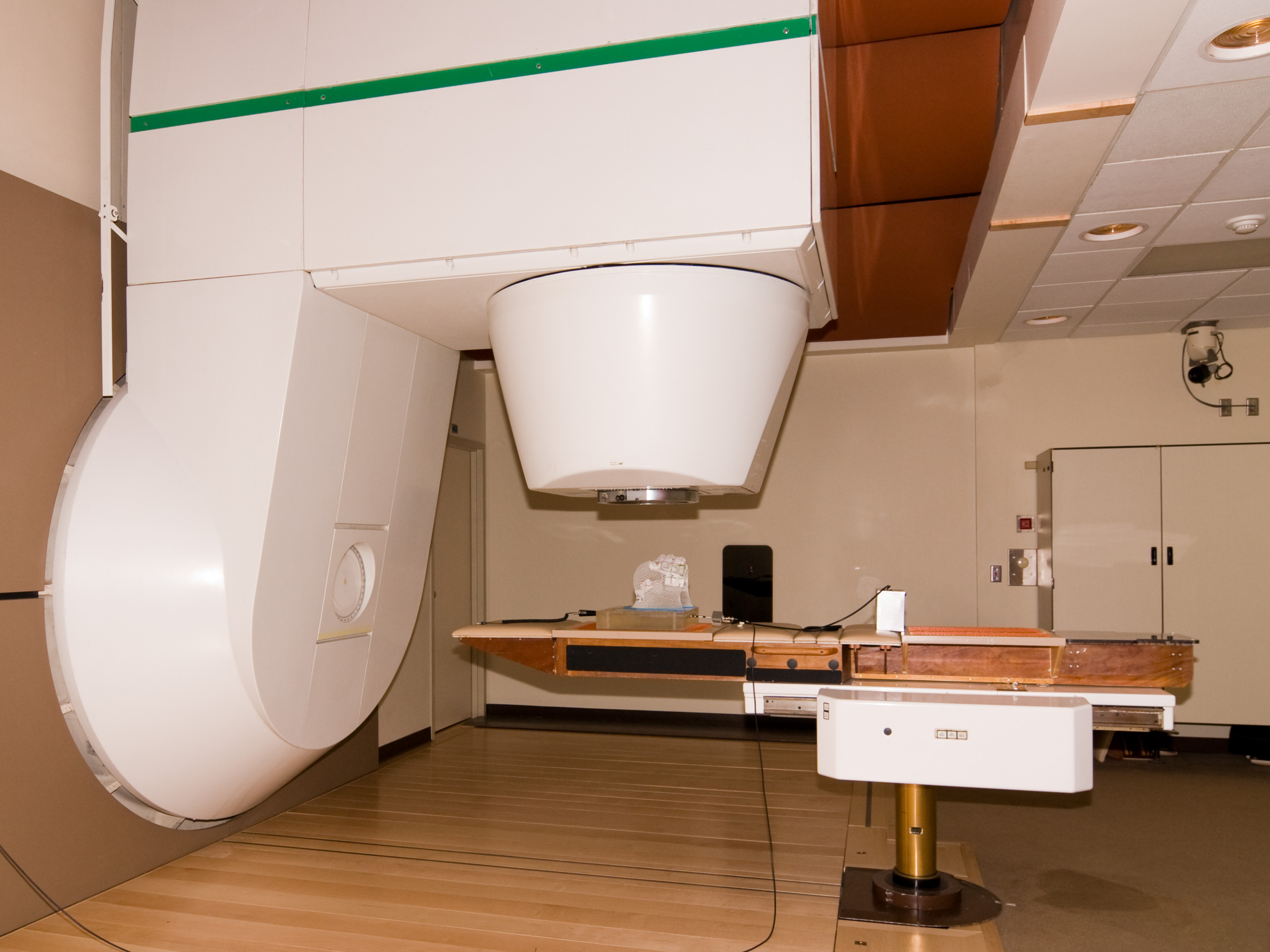
速中性子線治療に使用する装置

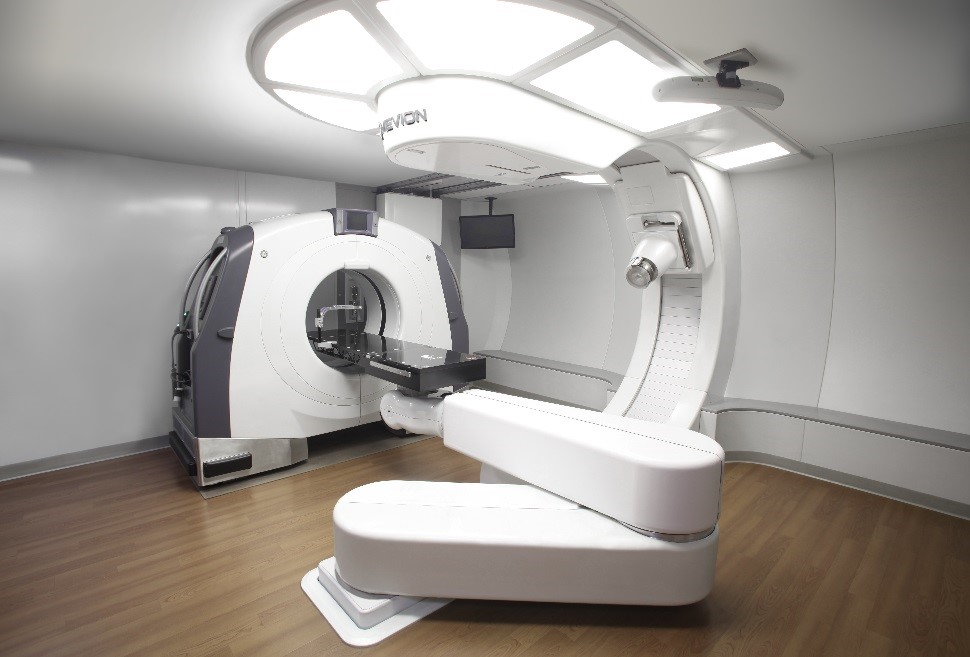
陽子線治療に使用する装置

粒子線治療（りゅうしせんちりょう、Particle therapy）とは、粒子線を悪性腫瘍（がん）細胞に照射する治療法。外照射放射線治療に分類される放射線療法で、陽子、中性子、荷電粒子を加速して患部に照射して腫瘍の細胞を破壊する。化学療法（抗がん剤）やがん免疫療法と併用される。

## 概要
以下の治療法がある。それぞれの治療法に一長一短があるので症例や部位に応じて使い分けられる。X線照射に比べて副作用が少なく複数回照射でき、生物学的効果比（Relative Biological effectiveness : RBE）は、速中性子線が4倍、陽子線が1.1倍、重粒子線が3倍とされる。
日本には2022年時点、25施設が実施している（陽子線治療施設が18、炭素イオンを使う重粒子線治療施設が6、両方を実施できる施設が1）。日本放射線腫瘍学会の主導により手順は統一されており、治療実績は北海道大学のデータベースに蓄積されている。

## 速中性子線治療
線形加速器、サイクロトロン、シンクロトロンなどの加速器から中性子線を患部に照射して腫瘍細胞を破壊する。

## 陽子線治療
線形加速器、サイクロトロン、シンクロトロンなどの加速器から陽子線を患部に照射して腫瘍の細胞を破壊する。体の表面での吸収線量を低く抑えられ、腫瘍組織において吸収線量がピークになる特性を有している。
公的医療保険の対象としては頭頸部癌、小児癌、骨軟部腫瘍、前立腺癌に2022年4月から肝細胞癌、肝臓内部の胆管癌、膵臓癌、大腸癌手術後に骨盤内に再発した癌が追加された。
胃や腸は常時動いていて正確に照射することが困難で粘膜が薄いので放射線の照射により潰瘍ができやすく、穿孔の危険性もあるので胃癌や小腸癌、大腸癌には実施できない。

## 重粒子線がん治療
シンクロトロンから炭素、珪素、アルゴン等の重粒子線を患部に照射して腫瘍の細胞を破壊する。頭頚部癌、骨軟部腫瘍、前立腺癌のほか2022年4月から子宮頸部線癌が公的医療保険の適用対象となった。

## 中性子捕捉療法
中性子線を患部に選択的に取り込まれた中性子増感元素に照射して腫瘍の細胞を破壊する。